# Marcelo Brum
Marcelo de Brum da Costa (Santiago, 25 de novembro de 1972) é um radialista e político brasileiro filiado ao Republicanos. Exerceu um mandato de deputado federal pelo Rio Grande do Sul, como suplente empossado em 2018. Até abril de 2021, Marcelo apresentou alinhamento de 99% com o governo Bolsonaro nas votações da câmara.

## Biografia
Alinhado com posições de direita, Marcelo Brum entrou na política a convite do presidente Jair Bolsonaro, que conheceu através dos eventos de seu programa. Na eleição estadual de 2018, ficou como 1.º suplente de sua coligação. Como o deputado Onyx Lorenzoni (DEM) tornou-se 
ministro-chefe da Casa Civil, Marcelo foi empossado, permanecendo no cargo na maior parte do tempo desde então.
Em seu mandato na câmara, Marcelo cronologicamente votou a favor da MP 867 (que segundo ambientalistas alteraria o Código Florestal anistiando desmatadores); contra criminalizar responsáveis por rompimento de barragens; a favor da MP da Liberdade Econômica; a favor de Alteração no Fundo Eleitoral; contra aumento do Fundo Partidário; contra incluir políticas LGBTs na pasta de Direitos Humanos; a favor do PL 3723 que regulamenta a prática de atiradores e caçadores; a favor do  "Pacote Anti-crime" de Sergio Moro; a favor do Novo Marco Legal do Saneamento; contra redução do Fundo Eleitoral; a favor da suspensão do mandato do deputado Wilson Santiago (PTB/PB), acusado de corrupção; contra a ajuda financeira aos estados durante a pandemia de COVID-19 (primeiro texto); a favor do Contrato Verde e Amarelo; a favor da MP 910 (conhecida como MP da Grilagem); a favor da flexibilização de regras trabalhistas durante a pandemia; a favor do congelamento do salário dos servidores; a favor da anistia da dívida das igrejas; a favor da convocação de uma Convenção Interamericana contra o Racismo; duas vezes a favor de destinar verbas do novo FUNDEB para escolas ligadas às igrejas; a favor da autonomia do Banco Central; contra a manutenção da prisão do deputado bolsonarista Daniel Silveira (PSL/RJ); a favor da PEC Emergencial (que trata do retorno do auxílio emergencial por mais três meses e com valor mais baixo); a favor de classificar a educação como "serviço essencial" (possibilitando o retorno das aulas presenciais durante a pandemia) e a favor de acabar com o Licenciamento Ambiental para diversas atividades. Marcelo não esteve nas votações da PEC da Reforma da Previdência pois Onyx Lorenzoni havia reassumido temporariamente o cargo. Já nas votações sobre cobrança de bagagem por companhias aéreas, a validação ou não da PEC da Imunidade Parlamentar e a permissão para que empresas possam comprar vacinas da COVID-19 sem doar ao SUS, Marcelo estava empossado mas não votou.
Em 2022, pelo Republicanos, tentou novamente se eleger deputado federal, obtendo um número muito parecido de votos em relação ao pleito anterior (24 684), mais uma vez não conseguindo se eleger.

## Desempenho eleitoral
| Ano  | Eleição                       | Cargo            | Partido | Coligação        | Votos          | Resultado                                          |
| ---- | ----------------------------- | ---------------- | ------- | ---------------- | -------------- | -------------------------------------------------- |
| 2018 | Estadual do Rio Grande do Sul | Deputado Federal | PSL     | PSL / DEM / PROS | 24.820 (0,45%) | Suplente (55ª pessoa mais votada, 5ª na coligação) |